# ゲラティ修道院
座標: 北緯42度17分50秒 東経42度45分40秒 / 北緯42.29722度 東経42.76111度
ゲラティ修道院（The Monastery of the Virgin - Gelati）は、ジョージア西部イメレティ地方のクタイシ郊外にある修道院で、1106年にジョージア王国の王ダヴィト4世によって創設された。
ゲラティ修道院は長い間ジョージアにおける知的・文化的な中心地の一つとして機能していた。この修道院にはアカデミーがあり、ジョージアを代表する科学者、神学者、哲学者たちを擁していた。彼らの多くは、それ以前に外国の様々な正教会系修道院で活動していた者たちで、コンスタンティノポリスのthe Mangan Academyにいた者たちも含まれていた。そうした学者たちの中には、Ioane Petritsiや Arsen Ikaltoeliといった著名人もいた。ゲラティ・アカデミーによって実現した広範囲な業績によって、当時の人々は「新しいヘラス」や「第二のアトス」と呼んだ。
ゲラティ修道院には12世紀から17世紀にかけての膨大な量の壁画や写本が収蔵されている。また、創設者でもあるジョージア史上の偉大な王の一人ダヴィトの亡骸も安置されている。

## 世界遺産
1994年に「バグラティ大聖堂とゲラティ修道院」として、世界遺産に登録された。登録にあたっては、これらが中世ジョージア王国の建築水準を例証するものである点が評価された。
その後、バグラティ大聖堂について、世界遺産としての真正性と完全性を損ねかねない再建計画が存在することを理由として、2010年に危機にさらされている世界遺産リストに登録された。世界遺産委員会は計画の即時撤回を求めた。
結局、再建は実行されてしまい、真正性を損ねたと判断されたバグラティ大聖堂は2017年に世界遺産リストから除外され、ゲラティ修道院の単独登録へと範囲が縮減された。それによって危機遺産登録理由は消滅したため、危機遺産リストから除外された。

### 登録基準
この世界遺産は世界遺産登録基準のうち、以下の条件を満たし、登録された（以下の基準は世界遺産センター公表の登録基準からの翻訳、引用である）。
- (4) 人類の歴史上重要な時代を例証する建築様式、建築物群、技術の集積または景観の優れた例。

## ギャラリー

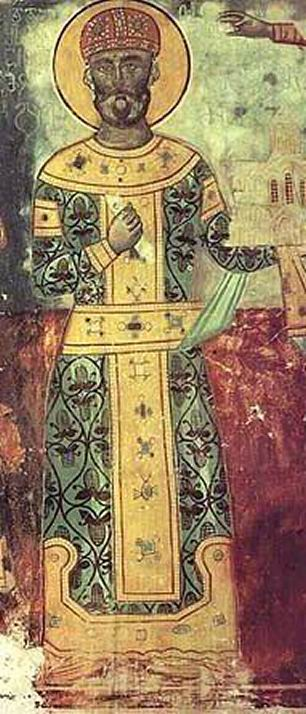
ジョージア王ダヴィト4世（壁画）
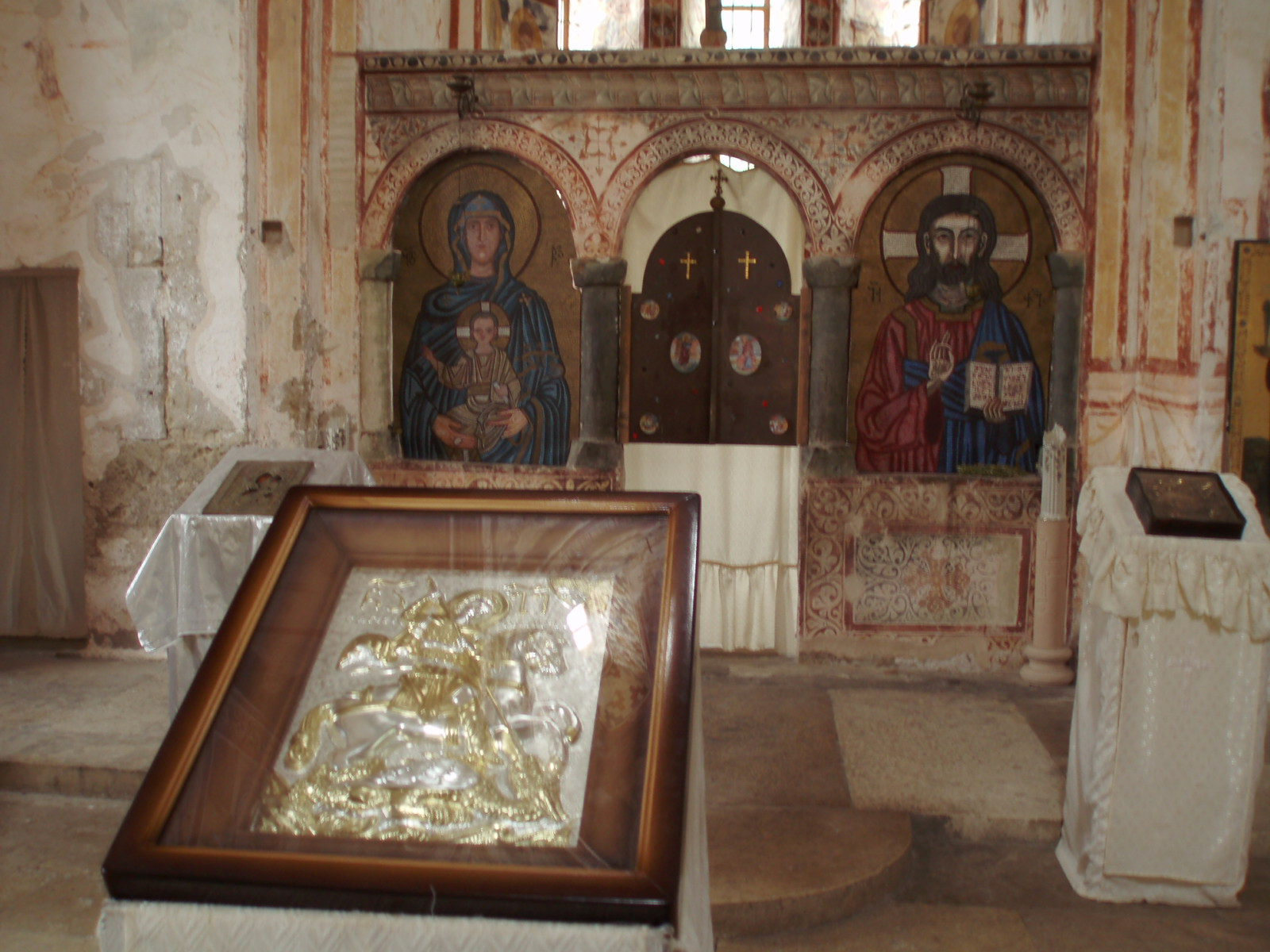
聖ゲオルギウスのイコン
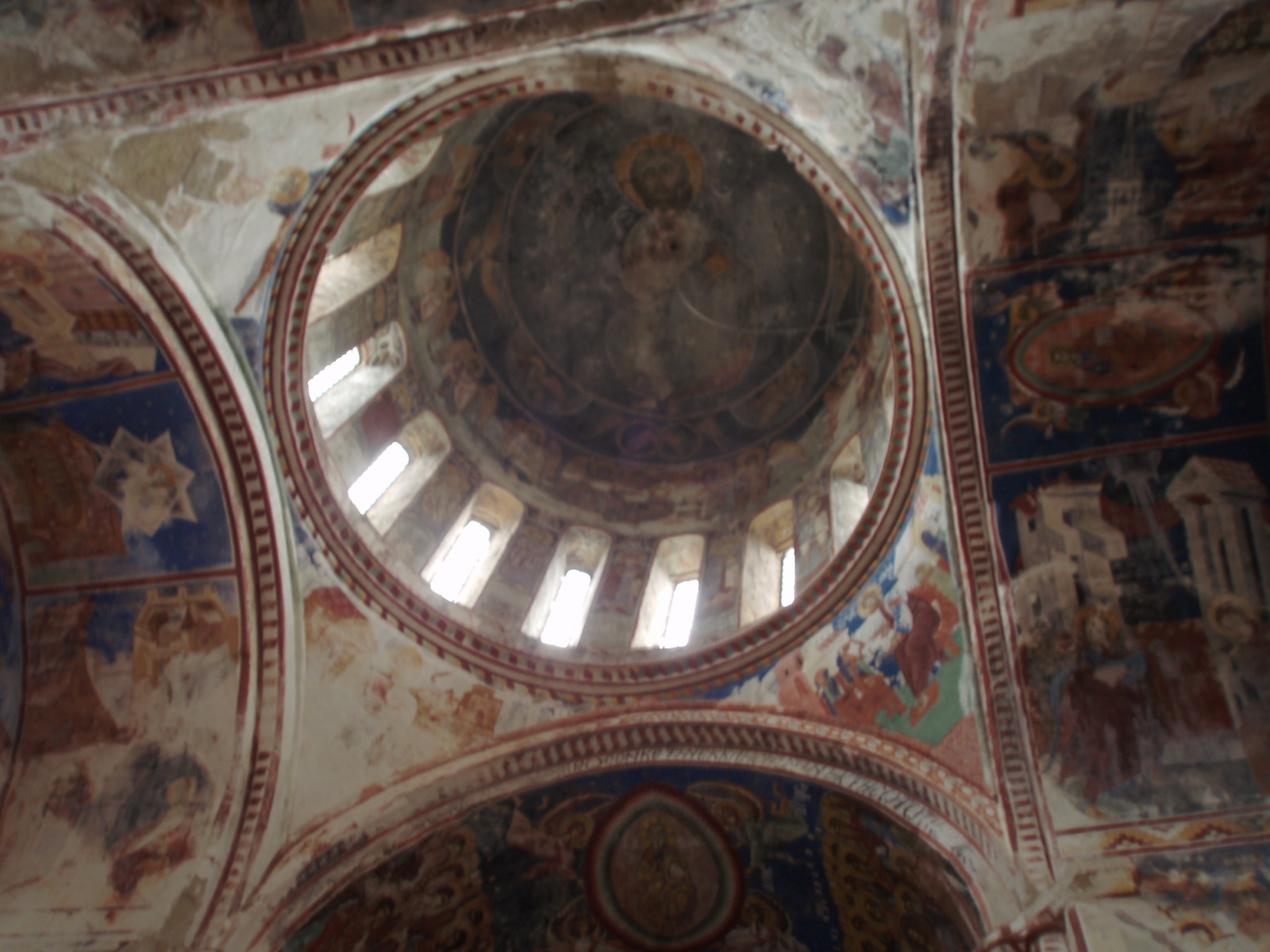
ドームの全能者ハリストスのイコン
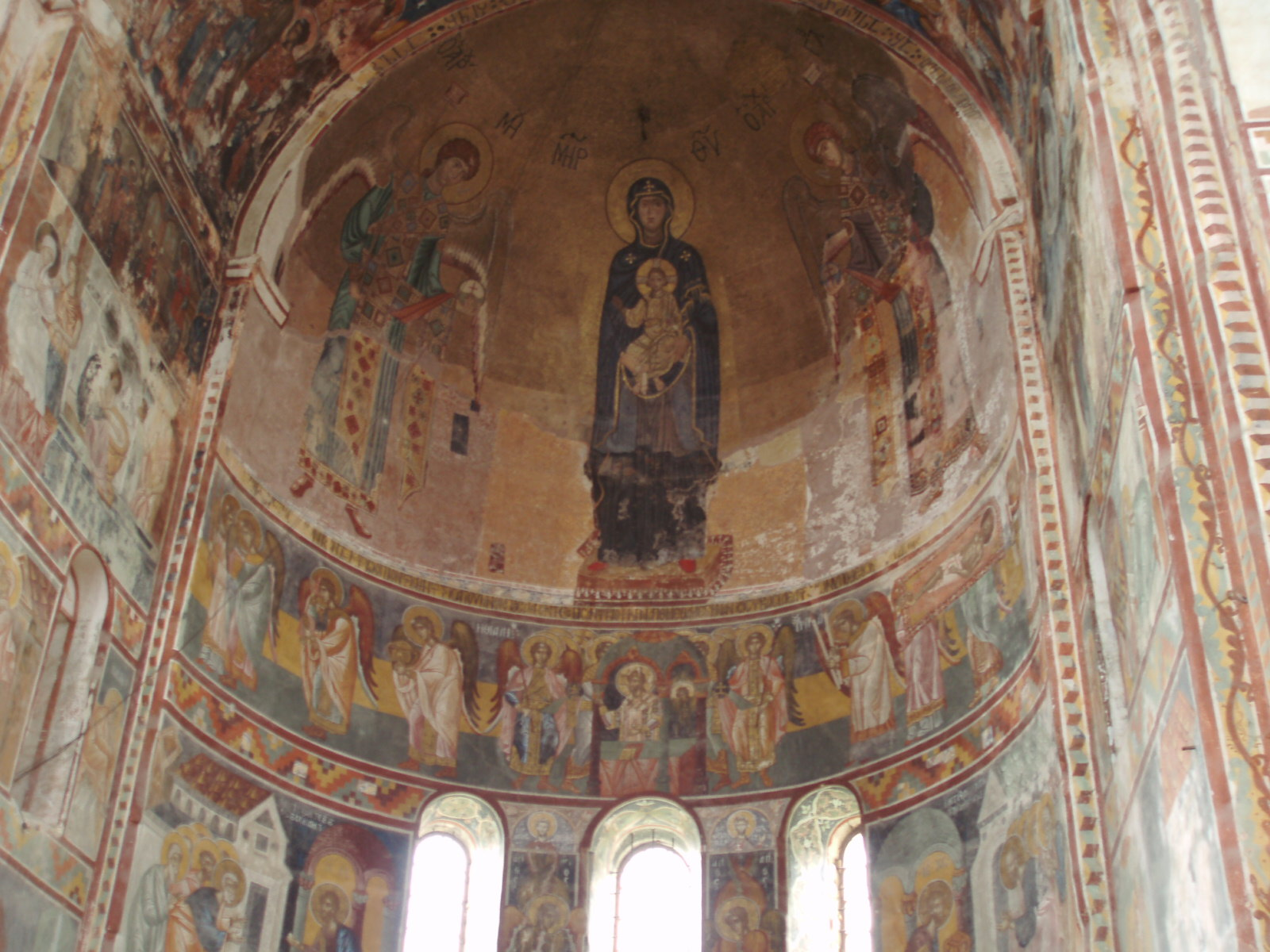
後陣の 神の母のイコン
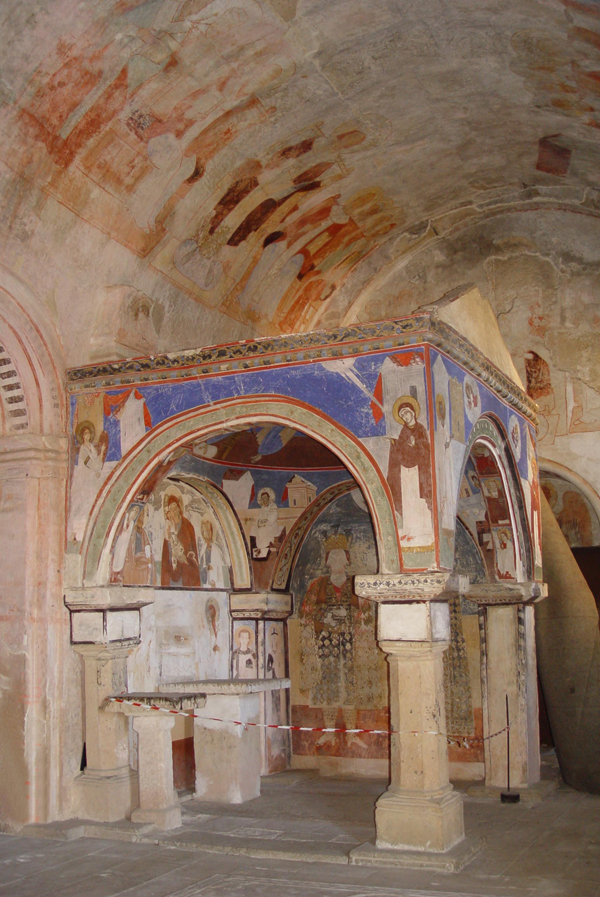
修道院付属聖堂の不朽体入れ
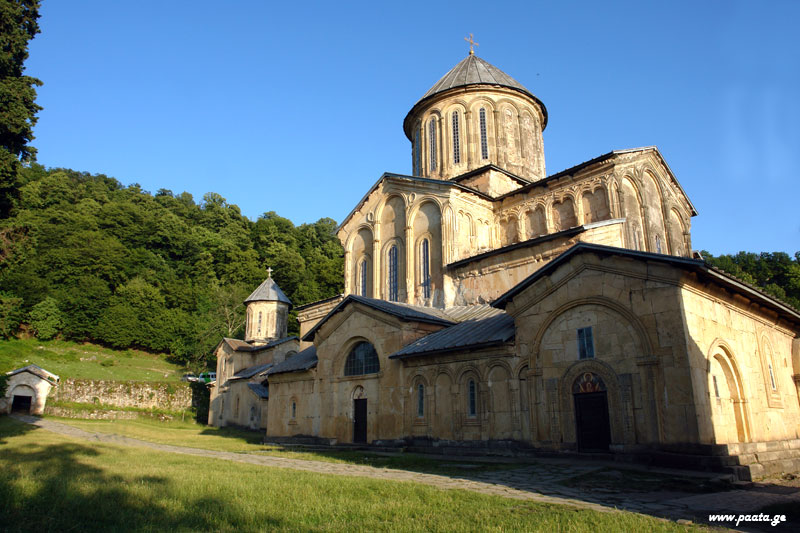
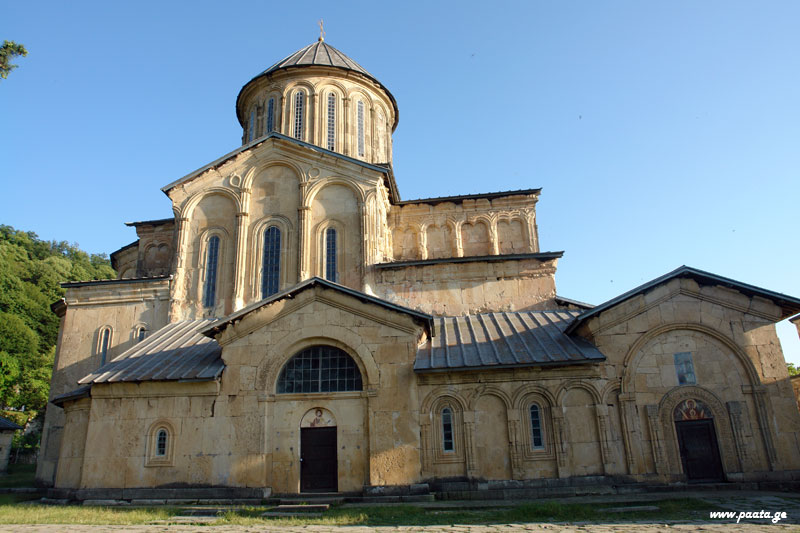